# ソマリア内戦

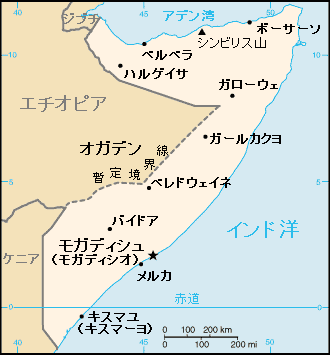
ソマリアの地図

ソマリア内戦（ソマリアないせん、ソマリ語: Dagaalkii sokeeye ee Soomaaliya）は、1980年代から続いているソマリアの内戦である。

## 前史

### 内戦前夜
1969年10月15日、アブディラシッド・アリー・シェルマルケ第2代大統領が暗殺され、その数日後にクーデターでモハメド・シアド・バーレ少将を指導者とする軍部が実権を握った。バーレはソマリ族が1つの国家のもとに集結すべきという大ソマリ主義を掲げてソマリ族の民族意識を煽った。この結果、1977年にエチオピアのオガデン地方に住むソマリ人が大ソマリ主義に共感し、分離独立を求めてエチオピア政府に対し反乱を起こした。ソマリアはこれに対し軍事支援を行い、エチオピア軍と戦闘状態に陥った。結局キューバ及びソ連の支援を受けたエチオピアがソマリア軍を撃退し、ソマリアは大きな損害を受けた（オガデン戦争）。
この紛争がソマリアの窮乏化を加速させたにもかかわらず、バーレ大統領はソマリ社会主義革命党による一党独裁体制のもと、自分の属する南部のマレハン氏族のみを重用し、北部のイサックなど他の有力氏族を見捨てるような政治運営を行った。経済的にも財政破綻が顕著となり、比較的豊かなマレハンと貧しい他氏族の間で所得格差も格段に広がった。また北部産のバナナや動物を輸出して得た外貨を南部の開発のためだけに費やしたことは、後にソマリランド独立による国家の再分裂という事態まで引き起こしてしまう。こういった地域・氏族偏重主義のバーレ政権に反抗し、1980年代初めより反政府勢力が連合し始めていく。1982年から反政府武装闘争が表面化した。

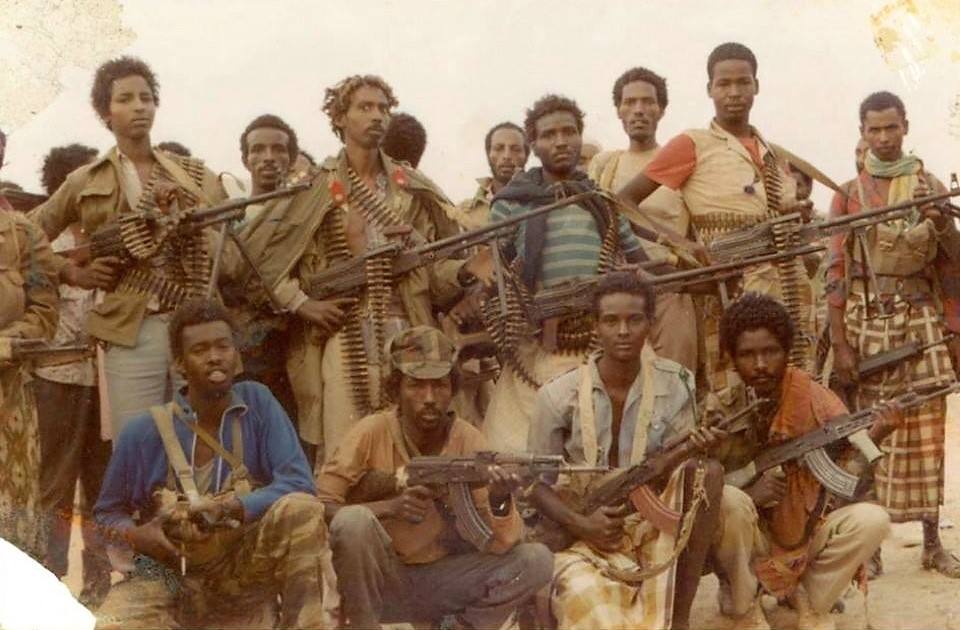
ソマリ国民運動の兵士（1980年代）

## 戦闘の推移

### 内戦勃発

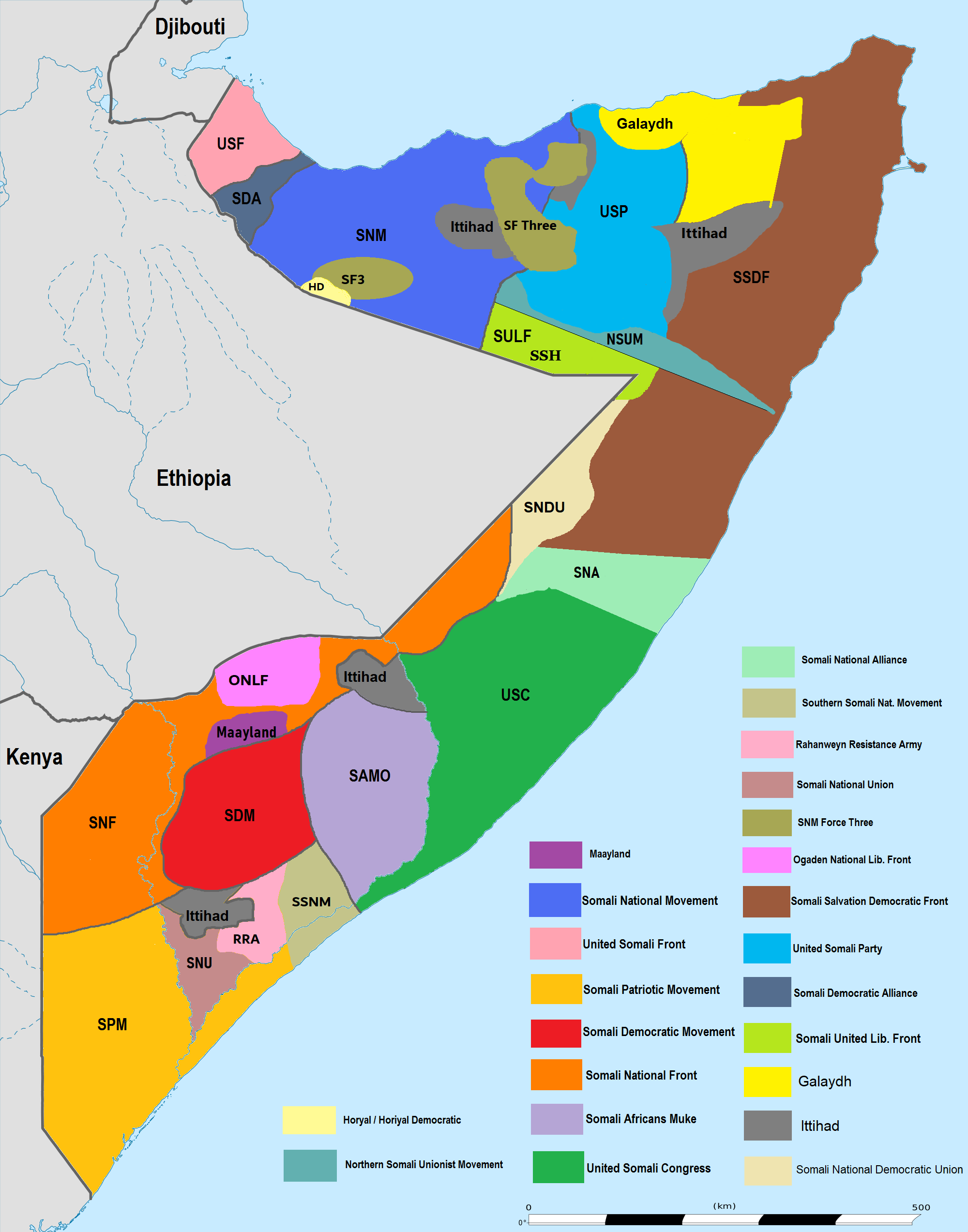
軍閥・武装勢力の支配地域を表した地図（1990年代初頭）

1988年から反政府勢力は、諸都市を次々と勢力下に治め、1989年にはバーレ政権の支配域もモガディシュおよびベルベラなど地方都市の一部のみとなった。1991年1月に反政府勢力統一ソマリ会議（USC）が首都を制圧。バーレ大統領を追放し、暫定大統領にアリ・マフディ・ムハンマドが就任した。しかし、暫定政権発足に際し、各勢力の内部抗争が表面化し、6月には北部の旧英国領地域がソマリランド共和国として独立を宣言し、南北は再び分裂した。バーレ元大統領はナイジェリアのラゴスに亡命したが、1995年に死去した。
USC内でもモハメッド・ファッラ・アイディード将軍派がモハメド大統領派と対立。アイディード派の攻撃で首都を脱出したモハメド暫定大統領は、1991年12月に国際連合に対しPKO部隊派遣を要請した。アイディード派はその後、武装勢力4派と政治組織ソマリア国民同盟（SNA）を結成、モハメド派も11派を傘下に入れ内戦が激化した。

### 国連展開

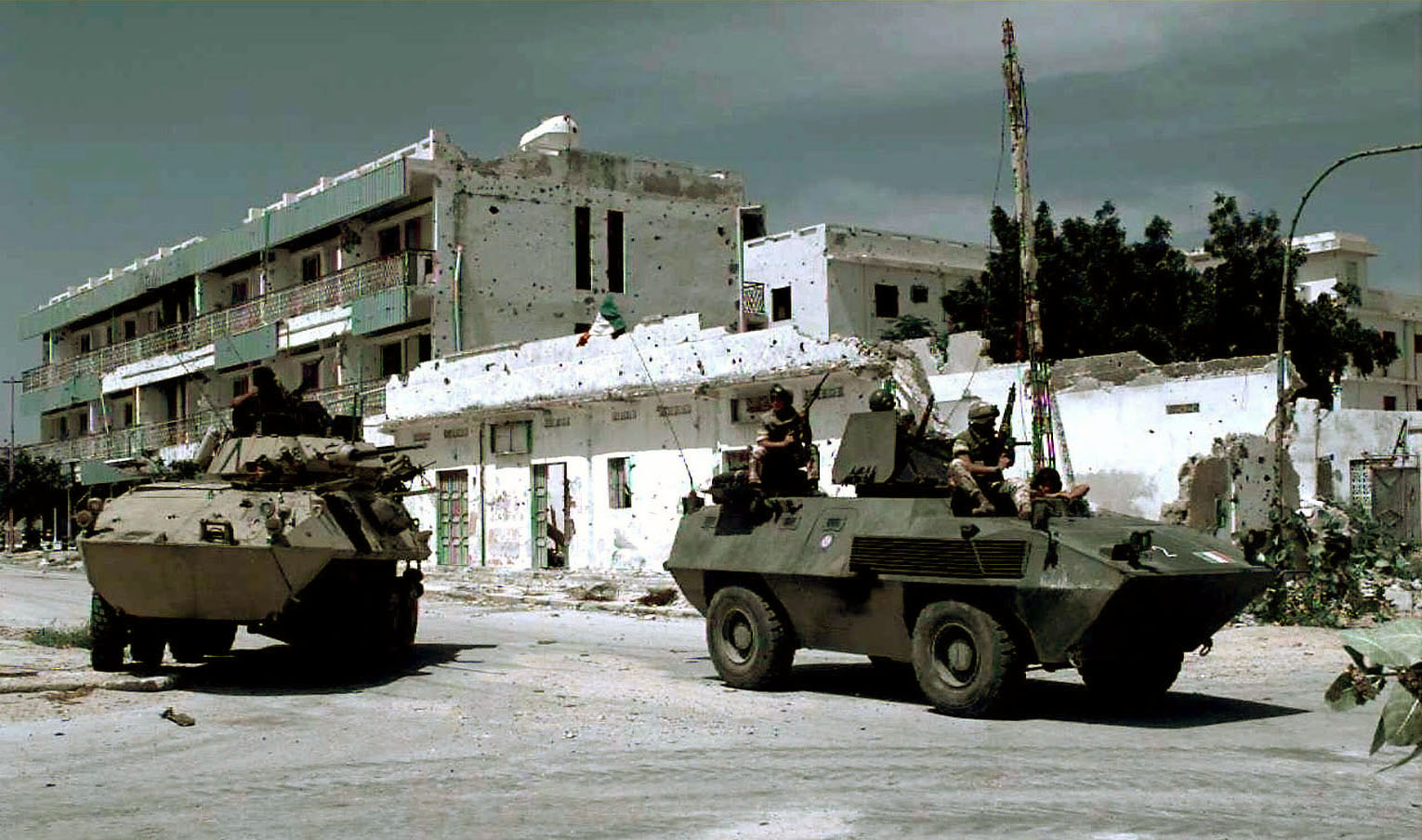
モガディシュ市内に展開する国連軍（1993年）

1992年12月、国連の国連安保理はPKO国連ソマリア活動のため、アメリカ軍を中心とする多国籍軍を派遣。続いて1993年5月、平和強制と国家建設を任務とする第二次国連ソマリア活動が展開したが、アイディードは国連に対して宣戦布告アイディードは国連に対して宣戦布告、国連パキスタン軍を攻撃して24名の兵士を殺害した。これに対し、国連安保理はアイディード派幹部拘束を目的とした国際連合安全保障理事会決議837を全会一致で可決して作戦を実施した。しかし、激しい応戦に遭い初期の目標は達成したものの、18名の米国兵士とマレーシア兵士1名を失い、73名の負傷者を出した（モガディシュの戦闘）。米国が撤退を決定すると、主軸を失った国連活動も全て撤収する事となった。1995年3月、中央政府も無く首都も二分されたままで最後のPKO部隊が撤退し、国際社会がソマリア内戦に介入することが非常に困難であることを証明した。

### 泥沼化
国連が撤収した1995年3月、アイディード派の財政を支えた実業家アリ・アトが離脱してSNAは分裂した。アリ・アト派は8月に武装勢力13派と協力関係を樹立し、アイディード派との戦闘に突入。1996年8月、砲弾による負傷が原因でアイディード将軍が死亡すると、三男のフセイン・アイディードが後継者となった。これを機に、10月には隣国ケニアが停戦協議を持ちかけたが失敗する。
1997年12月、モハメド派、アト派、アイディード派を含む武装28派がエジプトのカイロで無条件停戦などを定めた和平協定に調印、統一政府の樹立に向けて会議を開催することで合意したものの、翌1998年3月に開かれた会議で、各派の意見対立により和平合意は延期。5月に、和平合意に向けた会議を開くことを約束したが開かれず、その後は和平協定そのものが事実上無効となってしまった。
同年7月、北西部の氏族の一部が自治国家プントランド共和国の樹立を宣言する。続いて隣国のエチオピアがエリトリアと国境紛争を起こすが、その余波でエチオピアが支援するラハンウェイン抵抗軍（RRA）が1999年6月に南西部の要衝バイドアを制圧した。

### ハッサン暫定政権
2000年5月、隣国ジブチで和平会議が開催され、実業家や氏族代表らが集まり暫定政府樹立に向けて討議を行った。討議は約3ヶ月にも及んだが、最終的に暫定大統領、暫定首相、暫定議会の発足を約束した。8月には和平会議に基づき暫定議会が発足し、任期3年の暫定大統領に元内相のハッサンが就任、10月にハッサン暫定大統領はガライド元工業相を首相に任命、約10年ぶりに政権が発足した。しかし、アイディード派などの有力氏族およびソマリランドなど独立勢力は暫定政府を「ジブチの傀儡」として承認せず、その後も内戦が続いた。
2001年10月には暫定議会がガライド首相の不信任案を可決し、新首相にファラ水資源・鉱業相が就任した。ファラ首相は2002年2月、武装勢力の代表を初めて入閣させた新内閣を発足させた。暫定政府と対立する有力氏族でつくるソマリア和解再生評議会（SRRC）は、4月1日にバイドアを首都とし南西部地域自治政府の樹立を発表、いわゆる南西ソマリアが成立した。自治政府大統領にはSRRCの共同議長の1人であるシャティグドゥド（RRA指導者）が就任。独立・自治宣言をし事実上分離状態に陥ったのはこれで3例目であった。
2002年11月にケニアで起きた同時テロでは、ソマリアのイスラム原理主義組織アル・イッティハド・アル・イスラミ（AIAI）の関与が疑われた。内戦で統治機構が崩壊し、アフガニスタンのように過激派組織の温床となっているのではないか、と米国に疑惑をもたれたがハッサン政権は否定した。
和平合意案がケニアのナイロビで協議されてきたが、2003年7月に4年後の連邦政府樹立などで合意しファラ首相が調印、しかし、この調印がハッサン大統領の承認無しに行われたとして大統領は首相を非難し、協議途中で帰国した。
2003年8月、ファラ首相の不信任案が暫定議会で可決されたが、ファラ陣営は出席議員数が決議に必要な数を下回っているとして無効を主張、ハッサン大統領はムハンマド・アブディ・ユスフを新首相に任命した。またハッサン大統領は同年同月に3年の任期満了をむかえても、新政権が発足するまで職に留まる意向を表明した。

### ユスフ暫定政権
2004年10月10日、ケニアのナイロビで開催された暫定議会がプントランド大統領のアブドゥラヒ・ユスフを新大統領に選出。この暫定議会にはソマリランド以外の全ての勢力が参加し、正式な中央政権が成立する足がかりとなるか注目された。アイディード派からはフセイン・アイディードが副首相兼内相、アト派からはアリ・アトが住宅・公共事業相、南西ソマリアからはシャティグドゥド大統領が農相として入閣し、暫定連邦政府が成立した。しかし、暫定議会の招集に応じなかったソマリランドは反発した。
ユスフ大統領は2005年6月13日より、ナイロビに拠点を置くソマリア暫定連邦政府の本国帰還を開始した。アリー・ムハンマド・ゲーディ首相や閣僚らとともに、ソマリア内の治安回復と施政権獲得の機会を模索した。ソマリアは国内にはソマリランド共和国・プントランド共和国・南西ソマリアなどの「国家」や軍閥が乱立しており、さながら群雄割拠の様相を見せていた。ソマリアは元々氏族社会であるため、地域同士の対立はもちろん氏族同士での対立も頻発している。特に、ソマリランド共和国はアフリカ諸国の中でも異例なほどに安定した経済と民主主義による政治を行っていると喧伝しており、ソマリアとは別個の国家と主張している。プントランドや南西ソマリアは暫定連邦政府への協力を表明している。

### イスラム法廷会議

イスラム法廷会議の支配地域の拡大（2006年）

1994年、内戦の泥沼の中で南部にてイスラム原理主義の「イスラム法廷連合」（後にイスラム法廷会議へ改称）が結成、勢力を急速に伸ばした。法廷連合はイスラム聖職者の指導により、治安の悪化した市街地などで、イスラム法にのっとった自警団的な役割を果たす集団として国民の支持を拡大、人気と武力を持ってソマリア南部を制圧。

2006年6月には、首都モガディシュを占領した。しかし、支配地ではイスラム法に則った厳格な法令を敷き、女性の権利縮小や、娯楽の禁止、公開処刑など、人権問題が目立ち、アフガニスタンのターリバーンに似た性格も持っていた。自主的に学校教育を行うなど、福祉的な一面も持つが、教育は原理主義的要素を多分に取り入れ、生徒を過激思想に染める事を意図したものであった。さらには国際テロリストであるアル・カーイダとの関与が疑われており、暫定政権を推すアメリカとの対立は避けられなくなった。
法廷連合の首都制圧にもっとも危機感を抱いたのは、隣国エチオピアであった。エチオピアは北隣のエリトリアと国境問題で対立しているが、エリトリアが法廷連合を援助しているとして、非常に危機感を持っていたのである。また、エリトリアとソマリアの両国はイスラム教国であり、イスラム教徒も多いとはいえ基本的にはキリスト教国のエチオピアは、原理主義の台頭は対立の再燃をもたらす火種となることは、容易に想像できた。法廷連合が首都を制圧した6月、国連はソマリアへの武器供与を禁じる決議を採択したが、エチオピアは7月に軍地上部隊数千人を暫定政権拠点のバイドアに展開しており、国連決議を無視して暫定政権軍への武器供与を行った。アフリカ連合はたびたび撤退を求めたが、アメリカが駐留を支持した為、エチオピア軍は駐留と武器供与を続けた。

### エチオピア軍侵攻

エチオピアとイスラム法廷連合の戦闘（2006年12月24日）

2006年12月6日、国連安保理はソマリアへの国際平和維持部隊（8000人規模）派遣と武器禁輸の一部緩和を含んだ国連決議1725を採択したが、12月下旬にはイスラム法廷連合が暫定政府の拠点バイドアに攻勢をかけ、20日には展開していたエチオピア軍との間に戦闘が発生した。バイドアはエチオピアとの国境に近く、ここの陥落はエチオピアにとって危機であった。
12月24日、エチオピアはこれまで認めていなかったソマリア派兵の事実を確認、エチオピア軍は航空機とミサイルにより、法廷連合軍に攻撃を加えた。暫定政府を支持するエチオピアの首相メレス・ゼナウィは、自国の国家主権保全を理由に、法廷連合と「戦争状態」に突入したことを認めたが、対テロ戦争と位置づけ、同時に国連・AU・EUによる和平活動を支持した。その日のうちに、空軍による法廷連合支配都市への空爆が開始され、25日には地上軍およそ1万5000人がモガディシュへ進軍を始めた。26日と27日の国連安保理では、12月の議長国カタールが「外国軍隊の即時撤退」決議を提案したが、英米などが反対して採決に至らなかった。またアラブ連盟もエチオピアの軍事活動の即座停止を求め、AUも同調したが、アメリカはエチオピアを支持し、EUも静観の姿勢を採るなど、国連も2つに割れた。
モガディシュを包囲したエチオピア軍と暫定政府軍は、28日に街の北と西から突入、既に1000人以上の死者を出した法廷連合はモガディシュを放棄し、暫定政府は発足以来、初めて首都を制圧した。29日にはゲーディ首相が暫定政府要人として初めて首都入りを果たし、その他の閣僚も次々に首都入りした。2007年1月1日、エチオピア軍と暫定政府軍は、法廷連合が最後の拠点とした沿岸都市キスマユに対して激しい攻撃を加え、法廷連合は南部のケニア国境方面に撤退した。これにより、暫定政府軍は北部のソマリランドやプントランドなどの一部を除き、ソマリア全土を制圧した。後に、この侵攻作戦には米軍特殊部隊がアドバイザーとして参加（12月に現地入り）していたことが公表された。
2007年1月1日、暫定政府は法廷会議に対する勝利宣言を行った。しかし、先のオガデン戦争によって国民の対エチオピア感情は悪く、自前の軍事力が小さい暫定政府は、治安維持や軍事行動をエチオピア軍に頼らなければならないが、駐留が長引けば暫定政府への反発が広がる矛盾を抱えての出発となった。一方のエチオピア政府は、AU展開が進めば2週間程度で撤退することを示唆した。4日にアイディード副首相は、8000人規模の治安部隊創設を示唆し、また国際部隊の早期派遣を要望した。5日にはケニアで国連、AU、アラブ連合、EU、周辺各国の代表者会議が行われ、暫定政府はPKOの派遣と国際復興支援を要請した。また、ゲーディ首相はエチオピア軍が平和維持軍へ編入されることを期待すると共に、6日より国民の武装解除を強制的に実施すると宣言したが、エチオピア軍の駐留に反対する市民のデモが相次ぎ一部が暴徒化、軍や警察と銃撃戦が発生し、死傷者が出た。このような国内混乱を懸念して、フレイザー米国務次官（アフリカ担当）の訪問が無期延期となった。8日にはユスフ大統領もモガディシュ入りした。
7日、暫定政府軍とエチオピア軍は、法廷会議の最後の拠点ラス・カンボニへの攻撃を開始、12日に制圧し、法廷会議はケニア国境付近の森林へ逃走した。しかし国内には残党が存在しており、9日には武装勢力がエチオピア軍に攻撃を行ったため、エチオピア軍が反撃して交戦となった。ソマリア暫定議会は混乱解消の為、13日に3ヶ月間の戒厳令実施を可決した。無許可デモと武器携帯の禁止およびエチオピア軍駐留継続の根拠となる。戒厳令により、武装勢力7派が武装解除に応じ、19日までに3派がテクニカル70台と迫撃砲200門を政府に引き渡した。一方、同日夜に大統領公邸に迫撃砲弾数発が打ち込まれ、暫定政府軍とエチオピア軍が応戦、銃撃戦となった。犯行は法廷連合の残党によるものと思われる。また同日、エチオピアのメレス首相は国民の反エチオピア感情に配慮する形で軍の撤退を示唆し、代わってAUが平和維持軍9大隊7650人を派遣する事を決定した。しかし、治安の悪化と財源不足のため、参加国・派遣期間などは決定しなかった。24日には国際連合開発計画の代表団を乗せた旅客機がモガディシュの空港へ着陸した際、迫撃砲で攻撃された。機体と乗客は無事であったが、地上の空港職員1名が死亡した。
2008年8月19日、国連の仲介でソマリア暫定連邦政府とソマリア再解放連盟（旧・イスラム法廷連合）はジブチ合意に署名し、この合意に基づき、エチオピア軍は2009年初頭までに撤退することになった。

### 米軍介入
アメリカは法廷会議を「アルカーイダに操られた組織」と断定しており、エチオピアの侵攻を一貫して支持し、2007年1月3日には暫定政府を支援するため、アメリカ海軍の艦隊（規模未公表）をソマリア沖に展開させた。8日（米国時間7日）には、1994年に終了したPKO以来初めて、ジブチに展開していた米軍のガンシップAC-130により、アルカーイダ構成員が潜むとしてソマリア南部を攻撃、多数を殺害した。米軍はこの中に1998年に起きた米大使館爆破事件の容疑者が含まれることを公表した。またエチオピア軍も地上から制圧して、多数を拘束した。米軍の行動に対し、9日に国連とEUは不快感を表明した。米空母『アイゼンハワー』部隊もソマリア沖へ展開しているとされ、9日にペルシャ湾で日本タンカー『最上川』と接触事故を起こした原潜『ニューポート・ニューズ』も、アイゼンハワー空母打撃部隊の所属で、ソマリアへの移動の途中であったとされている。米軍の行動に対し、エチオピアのメレス首相は10日に攻撃の抑止を求め、地上での作戦はエチオピアに任せるよう訴えた。米軍は22日にもAC-130による攻撃を行った。
5月31日、法廷会議の残党が北部沿岸の村に陣地を構築しているのを米駆逐艦が発見、6月1日夜に5インチ砲による射撃で破壊した。

### AU・PKOの展開
2007年1月30日に閉幕したアフリカ連合(AU)首脳会議で国際平和維持部隊の派遣が決定したが、AU執行部が8000人規模の派遣を加盟53カ国に提案したものの、治安の悪化や財源問題により、応じたのは6カ国のみで、4000人程度の確保にとどまった。2月20日には安保理がAUによる平和維持活動を承認する決議案を全会一致で採択し、合わせてAU加盟国に積極的に兵・物資・装備を提供するよう求めた。
エチオピア軍のモガディシュ進駐以来、武装解除に賛同しない勢力や、法廷会議残党によるテロや迫撃砲攻撃が相次ぎ、早い内から内戦再燃の可能性が示唆されていた。AUによる平和維持軍は結成されたとは言え、3月までにソマリア入りしたのはウガンダ軍1200人のみだった。他国は悪化するソマリアの治安を懸念し、年末までの増派でもウガンダ軍1600人にとどまった。
国際的な足並みが乱れる中、モガディシュを中心に武装勢力が活動を活発化し、暫定政府に対する攻撃が増加した。このため、3月29日から4月1日にかけてエチオピア軍によるモガディシュの掃討作戦が行われ、市街地への空爆を伴う激しい戦闘により、1回の戦闘の死傷者数としては最多である1000人以上の死者と4300人以上の負傷者が発生、エチオピア軍もヘリを撃墜されるなどの被害を出した。　
エチオピア軍侵攻から1年を迎える同年12月下旬に、ブルンジ軍がPKO部隊1700人の派遣を発表した。

### 暫定政府とイスラム法廷勢力との間の停戦協定
イスラム法廷会議を押さえ込んだ暫定政府は、2007年7月に国民和解会議を開催。国内の有力者の取りまとめをはかる一方、
法廷会議の残存勢力からなるソマリア再解放同盟（ARS）に対しても和解交渉を進め、2008年8月には停戦協定が成立させるなど、徐々にではあるが国内の安定化が進展している。
2008年12月29日、暫定政府内の対立からユスフが大統領を辞任した。当面の後任大統領には暫定議会議長のアダン・モハメド・ヌール・マドベが就任した。
2009年1月31日、暫定政府が拠点を置く隣国ジブチにおいて開催されたソマリア国会で大統領選挙がおこなわれた。その結果、ソマリア再解放同盟の指導者で穏健派のシェイフ・シャリーフ・シェイフ・アフマドが、ヌール・アッデ・ハッサン・フセイン前首相らを破って新大統領に選出された。アフメド新大統領は2月20日にはオマル・アブディラシッド・アリー・シェルマルケを首相に任命し、新しい暫定政府を発足させた。アフメド新大統領は反政府勢力が主張するイスラーム法（シャリア）施行の要求を一部受け入れるなど、国内各勢力の和解に向けて動き出している。

### アル・シャバブとヒズブル・イスラムの台頭と衰退
しかし、イスラム法廷会議の残存勢力の内の若手集団は、ソマリア再解放同盟とは別の集団アル･シャバブを結成した。また、これとは別に再解放同盟が穏健派（ジブチ派）と強硬派（エリトリア派）に分裂、エリトリア派は他の3軍閥（ジャブハトゥル・イスラミア、ラスカンボニ旅団、ムアスカー・アノレ）と連合し、ヒズブル・イスラムと名乗った。
アル・シャバブは急速に力を伸ばし、2008年8月には南部の都市キスマヨを占拠、2009年1月にはソマリア暫定議会のあるバイドアを占拠、5月にはジョハールを占拠している。6月には首都モガディシュがアル・シャバブ主導の反政府勢力に包囲され、アフマド大統領によって外国軍の支援を求める声明が出された。
ヒズブル・イスラムはアル・シャバブと良好な関係を保ち、再解放同盟エリトリア派の領袖アウェイス師がヒズブル・イスラムのトップに立つと、アル・シャバブとの統一戦線について発表するなどした。しかし、国内外のイスラム過激派出身で若手強硬派が多いアル・シャバブは思想的に排外性が強く、内戦を生き残ってきた武装勢力の連合であるヒズブル・イスラムとは一枚岩ではなかった。
9月に入り、アル・シャバブが南部の都市キスマヨにおいて、彼らの傘下にないラジオ局を焼き討ちしたことから緊張が高まった。9月下旬、アル・シャバブとヒズブル・イスラムは互いに宣戦を布告した。10月上旬には問題になったキスマヨをめぐる攻防戦が開始され、初期の戦闘で少なくとも15人が死亡したとされている。戦闘は南部各地に飛び火したが、10月中旬に入ると、ヒズブル・イスラムは首都モガディシュの支配圏のうち一部をアル・シャバブへ明け渡し、モガディシュ北部のヒーラーン州へ撤退して勢力と活動の維持をはかった。
しかし、2010年2月、キスマヨの支配権をかけてアル・シャバブと戦闘を繰り広げていたヒズブル・イスラムの軍閥ラスカンボニ旅団の指導者ハッサン・トゥルキーが、突然アル・シャバブに合流した。ラスカンボニ旅団はアル・シャバブ合流派とヒズブル・イスラムに残留派に分裂、残留派はラスカンボニ運動と呼ばれたが、5月に彼らはヒズブル・イスラムを抜け暫定政府に参加した。ラスカンボニ旅団はヒズブル・イスラム内でも再解放同盟エリトリア派についで二番目に大きな勢力だったが、その勢力の大部分が敵にまわり、大きく戦力を削られたヒズブル・イスラムは、これによってさらに追い込まれる形になった。
勢いに乗るアル・シャバブはヒズブル・イスラムの勢力地を次々に攻め落としてソマリア南部の大半を掌握し、12月になってヒズブル・イスラムの議長アウェイスは、戦闘停止とアル・シャバブへの合流を発表した。ただしヒズブル・イスラム以外の支配地域への拡大はゆるやかで、アル・シャバブはソマリア中部ガルガドゥード地域にあったガルムドゥグの大部分を占領していたが、その西のイスラム神秘主義勢力アル・スンナ・ワル・ジャマー（ASWJ、暫定政府に参加）と一進一退の攻撃を繰り広げ、のちガルガドゥード地域をASWJに奪われている。
2011年に入り、ケニア軍がソマリア暫定連邦政府軍と共同することになり、事態は変わった。暫定政府軍となったラスカンボニ運動がジュバランドで政府軍と共同してアル・シャバブを攻撃した。ソマリア南部の軍閥の多くが暫定政府軍に加わることになり、アル・シャバブは弱体化した。4月になってケニアがソマリア南西周縁に「アザニア国」を建設し、5月にはソマリランド北端のアウダル州が独自に政治運動を行った（アウダルランド）。さらに2011年11月には、エチオピア軍が中部ベレドウェインなどに再進出した。2012年にはアル・シャバブの重要拠点キスマヨがソマリア暫定連邦の支配下となった。

### 正式政府発足

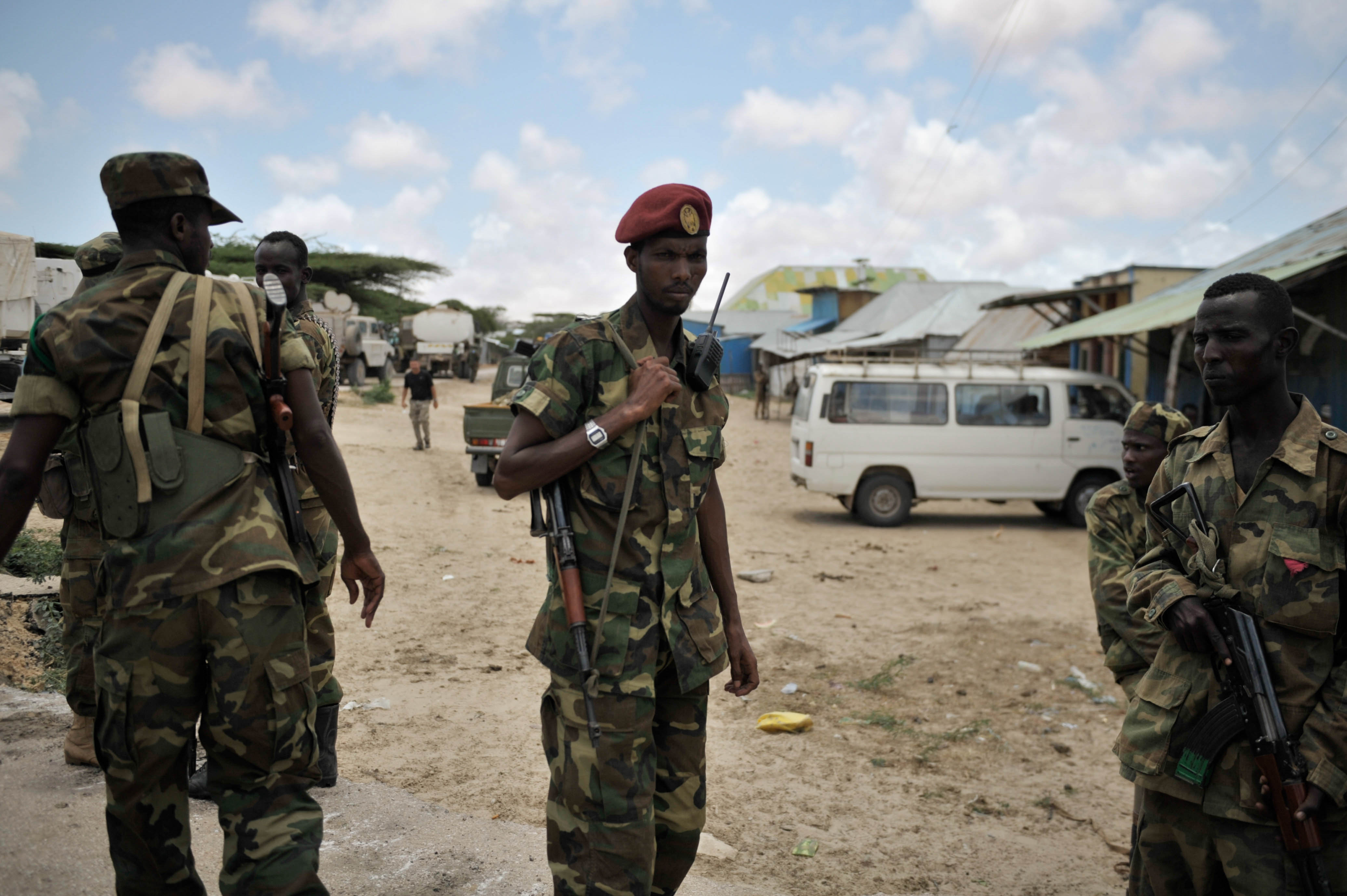
ブラバ奪還に参加するソマリア軍の兵士（インド洋作戦）

2012年8月までソマリア政府は暫定政府の扱いだったが、民主的な選挙により9月に大統領が、10月に首相が選出され、11月には内閣が発足。外国からも認められる正式政府（ソマリア連邦共和国）となった。しかしながら、2017年にはアル・シャバブの爆弾テロにより国内の単一攻撃としては過去最悪規模の死者数が発生するなど、政府機関や外国権益を標的としたテロは依然として頻発している。2018年にはモガディシュの現職市長が自爆テロにより死亡した。また、分裂した地域の再統合に関しても目途が立っていない。

## 関連作品
- ブラックホーク・ダウン（映画、リドリー・スコット監督、2002年）
- Delta Force: Black Hawk Down（PC、PS2、Xboxにて発売されたFPSゲーム）
- モガディシュ 脱出までの14日間（映画、リュ・スンワン監督、2021年）